# Francesco Nenci
 (juillet 2025).
Pour les articles homonymes, voir Francesco Nenci (homonymie).

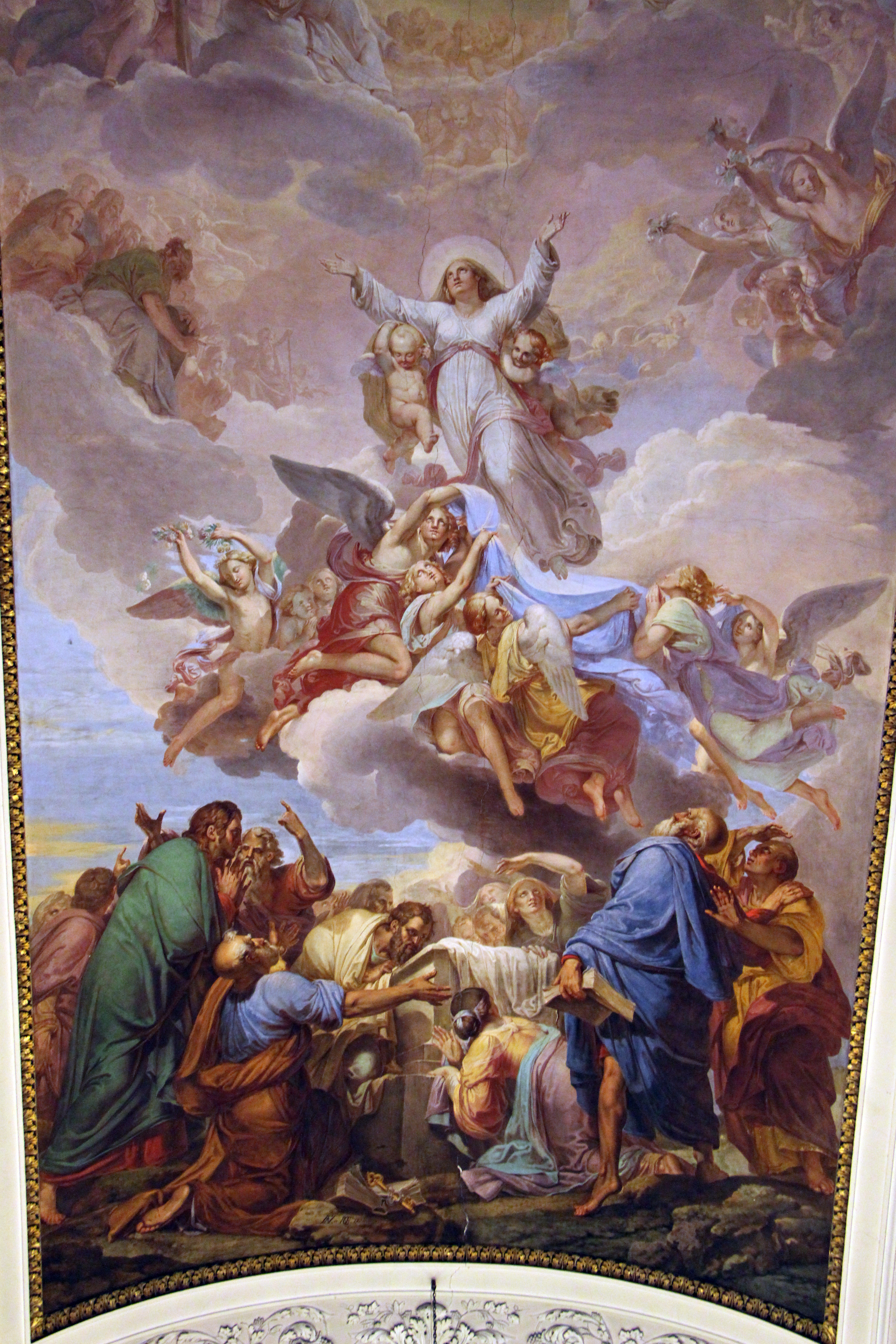
Assumption de la Vierge (1823), Florence

Francesco Nenci (Anghiari, 10 avril 1781 -  Sienne 1850) est un peintre italien néoclassique de la première moitié du XIXe siècle connu pour ses peintures à thèmes historiques et religieux.

## Biographie
Francesco Nenci se forma d'abord à Città di Castello et ensuite à l'Académie du dessin de Florence auprès de Pietro Benvenuti.
En  1812-1813 il est à Rome où il fréquente des artistes du purisme et du néoclassicisme tel que Bertel Thorwaldsen par exemple.
Parmi ses principaux travaux figurent les fresques de la Salle d'Ulysse (1833), du Palais Pitti sur commande du Grand-duc de Toscane Ferdinand.
Il travailla aussi à la Villa di Poggio Imperiale et un de ses retables Œdipe libéré par un berger (1817) se trouve dans la  Gipsoteca Bartolini (Galleria dell'Accademia de Florence).

## Œuvres
- Fresques, Salle d'Ulysse (1833), Palais Pitti, Florence.
- Ascension de la Vierge, décoration à la détrempe, Villa di Poggio Imperiale.
- Œdipe libéré par un berger (1817), Gipsoteca Bartolini, Galleria dell'Accademia de Florence).